# 夜曲Op. 32 (蕭邦)
夜曲Op. 32是蕭邦的一組夜曲作品，於1837年創作。
對於部分人來說這兩首夜曲不及之前的Op. 27，如James Huneker描述它們「有少許使人厭倦」。

## Op. 32, No. 1

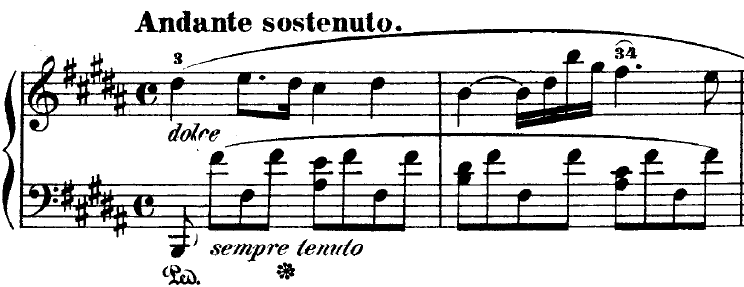
Op. 32, No. 1之開首

夜曲Op. 32 No. 1是B大調，“延綿”（Sostenuto）的行板，4/4拍。此曲有一些“漸慢”（rit.）的標示，如第7、17小節。此曲於第64小節轉為慢板，而全曲共長65小節，並以B小調作結。

## Op. 32, No. 2

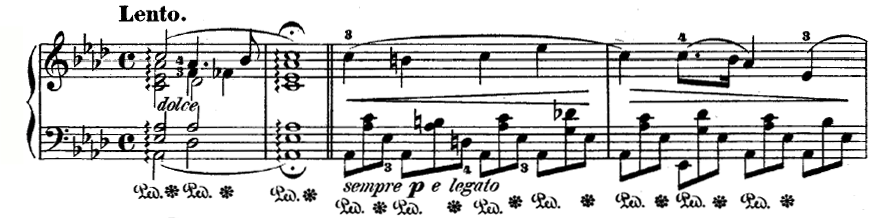
Op. 32, No. 2之開首

夜曲Op. 32 No. 2是降A大調，緩板，4/4拍。在第25小節，樂曲轉為12/8拍，F小調，之後再在第37小節轉為升F小調，並在第49小節轉回降A大調及註“充滿激情”（appassionato），最後才在第73小節回復緩板及4/4拍。全曲共74小節，為三段體。
此曲是其中一首被改編於芭蕾舞曲Les Sylphides的蕭邦作品。

## 外部連結
- 夜曲Op. 32：国际乐谱典藏计划上的乐谱